# Olio di semi di arachide

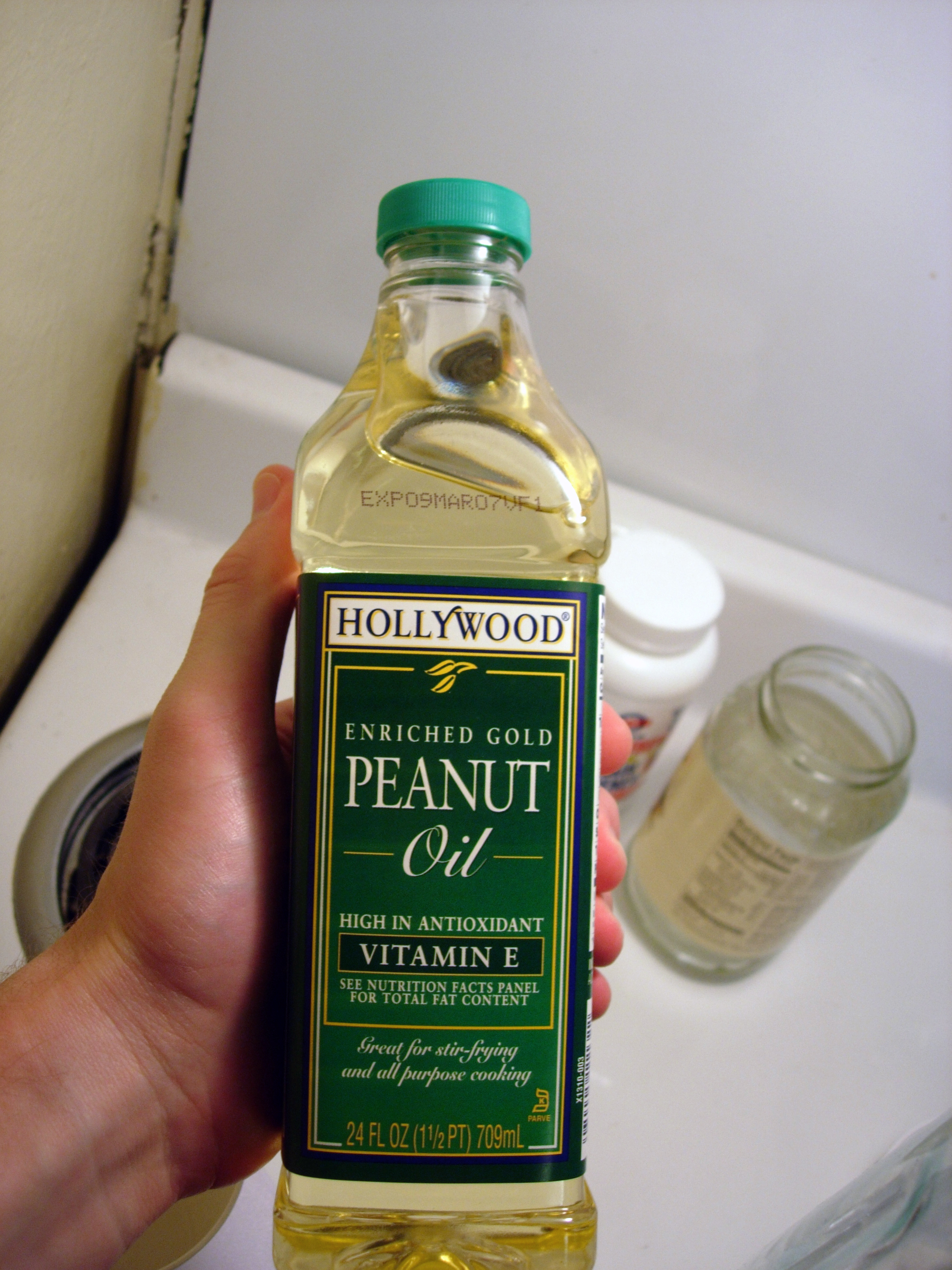
Una confezione di olio di arachidi

L'olio di semi di arachide o olio di arachidi è un olio vegetale che si ricava per pressione o per mezzo di solventi dai semi di arachidi.
Se altamente raffinato, con acidi grassi liberi <0,05%, il punto di fumo può superare 220. A queste condizioni, visto il grado di insaturazione non elevato e la minima concentrazione di acido α-linolenico può essere utilizzato per la frittura.

## Produzione
Le arachidi sono prodotte in quantità significative in più di 30 paesi, con i dati relativi alla produzione mondiale stimati attorno ai 50 milioni di tonnellate (dati del 2018 riferiti alle arachidi con guscio). I tre maggiori produttori di arachidi sono India, Cina e Stati Uniti che rappresentano circa il 65% della produzione mondiale.
La produzione di olio di arachidi subisce la pressione competitiva della più redditizia produzione di arachidi per il loro consumo diretto, come snack o come burro di arachide.
La ripartizione nell'utilizzo delle arachidi per la produzione dell'olio o per il consumo diretto varia sensibilmente da paese a paese. Mentre in India, il 75% delle arachidi prodotte in quel paese vengono frantumate per produrre l'olio, negli USA solo Il 10-12% della produzione di arachidi viene avviata alla estrazione dell'olio. La maggior redditività delle arachidi destinate al consumo diretto comporta che le arachidi utilizzate per l'estrazione dell'olio siano state separate dalle scorte commestibili a causa di loro difetti compreso il potenziale rischio della presenza di aflatossine e micotossine. Il contenuto di lipidi nel seme di arachide è relativamente alto, dell'ordine del 50% indipendentemente dalle varietà e dall'area di produzione. Alto anche il contenuto di proteine (22%) che rende il prodotto residuo dall'estrazione dell'olio utile per l'alimentazione animale.
| I maggiori produttori di olio di arachide nel 2018 | I maggiori produttori di olio di arachide nel 2018 |
| Paese                                              | Produzione (tonnellate)                            |
| -------------------------------------------------- | -------------------------------------------------- |
| Cina                                               | 1.821.000                                          |
| India                                              | 1.540.976                                          |
| Nigeria                                            | 364.100                                            |
| Birmania                                           | 252.465                                            |
| Sudan                                              | 177.800                                            |
| Senegal                                            | 175.900                                            |
| Guinea                                             | 110.000                                            |
| Argentina                                          | 102.700                                            |
| Stati Uniti                                        | 97.000                                             |
| Ghana                                              | 70.218                                             |
| Ciad                                               | 64.000                                             |
| Brasile                                            | 63.600                                             |

Dopo una minima estrazione dell'olio, il materiale residuo pressato, chiamato in genere torta, che è povera di olio e ricca di proteine, può essere utilizzata per il cibo animale se l'aflatossina viene mantenuta al di sotto di livelli accettabili.
Se la torta pressata è inaccettabile per l'alimentazione, come gran parte del materiale rimanente dopo l'estrazione fisica e chimica,  viene relegata all'uso come fertilizzante.
Dopo l'estrazione l'olio grezzo deve subire una completa raffinazione chimica. Il rischio di trasferimento di aflatossine e micotossine dai semi ad oli altamente raffinati è quasi nullo.
Produzione mondiale di olio di arachidi (t)Anno01 Mln2 Mln3 Mln4 Mln5 Mln6 Mln1961197019791988199720062015Produzione in tonnellate

## Tabella nutrizionale
| Tabella nutrizionale |              |            |
| Parte edibile        | Energia kcal | Energia kJ |
| 100%                 | 899          | 3762       |

## Caratteristiche chimico fisiche
Le caratteristiche chimico fisiche degli oli vegetali possono variare in funzione del processo di raffinazione.
A temperatura ambiente è liquido e si presenta come una sostanza oleosa di colore giallo più o meno intenso.
I valori standard dell'olio di semi di arachidi non raffinato sono:
| Caratteristiche chimico fisiche dell'olio di semi di arachide non raffinato | Caratteristiche chimico fisiche dell'olio di semi di arachide non raffinato |
| --------------------------------------------------------------------------- | --------------------------------------------------------------------------- |
| Densità relativa                                                            | 0,912 – 0,929                                                               |
| indice di rifrazione                                                        | 1,460 – 1,465                                                               |
| numero di saponificazione                                                   | 187 – 196                                                                   |
| numero di iodio                                                             | 86 - 107                                                                    |

## Composizione
In tutti gli oli vegetali la composizione può variare in funzione della cultivar, delle condizioni ambientali, della raccolta e della lavorazione. 
L'olio di semi di arachide è composto prevalentemente da trigliceridi con la seguente distribuzione tipica di acidi grassi, come indicato nel Codex Alimentarius.
Legenda: ND, Non Determinato o ≤0,05%
| Composizione tipica dell'olio di semi di arachide | Composizione tipica dell'olio di semi di arachide | Composizione tipica dell'olio di semi di arachide |
| ------------------------------------------------- | ------------------------------------------------- | ------------------------------------------------- |
| acido grasso                                      | Notazione Delta                                   | concentrazione/(min-max)%                         |
| acido laurico                                     | 12:0                                              | ND-0,1                                            |
| acido miristico                                   | 14:0                                              | ND-0,1                                            |
| acido palmitico                                   | 16:0                                              | 8–14                                              |
| acido palmitoleico                                | 16:1Δ9c                                           | ND-0,2                                            |
| acido margarico                                   | 17:0                                              | ND-0,1                                            |
| acido eptadecenoico                               | 17:1Δ10c                                          | ND-0,1                                            |
| acido stearico                                    | 18:0                                              | 1–4,5                                             |
| acido oleico                                      | 18:1Δ9c                                           | 35–69                                             |
| acido linoleico                                   | 18:2Δ9c,12c                                       | 12–43                                             |
| acido α-linolenico                                | 18:3Δ9c,12c,15c                                   | ND–0,3                                            |
| acido arachico                                    | 20:0                                              | 1–2                                               |
| acido gadoleico                                   | 20:1Δ11c                                          | 0,7–1,7                                           |
| acido eicosadienoico                              | 20:2Δ11c,14c                                      | ND                                                |
| acido beenico                                     | 22:0                                              | 1,5–4,5                                           |
| acido erucico                                     | 22:1Δ13c                                          | ND-0,3                                            |
| acido lignocerico                                 | 24:0                                              | 0,5–2,5                                           |
| acido nervonico                                   | 24:1                                              | ND–0,3                                            |

La concentrazione di acidi a catena molto lunga, acido arachico e superiori, non deve superare il 4,8%.
L'alta concentrazione di acidi grassi polinsaturi e monoinsaturi lo rende particolarmente suscettibile all'auto-ossidazione, che può essere ritardata dai tocoli naturalmente presenti o da antiossidanti addizionati.
Legenda: ND,= Non Determinato
| concentrazione tocoli rilevata su oli non raffinati | concentrazione tocoli rilevata su oli non raffinati |
| Sostanza                                            | mg/kg                                               |
| --------------------------------------------------- | --------------------------------------------------- |
| Tocoli totali                                       | 170 - 1300                                          |
| Alfa-tocoferolo                                     | 49-373                                              |
| Beta-tocoferolo                                     | ND – 41                                             |
| Gamma-tocoferolo                                    | 88 – 389                                            |
| Delta-tocoferolo                                    | ND - 22                                             |
| Alfa-tocotrienolo                                   | ND                                                  |
| Gamma-tocotrienolo                                  | 142                                                 |
| Delta-tocotrienolo                                  | ND                                                  |

La concentrazione totale di steroli rilevata su oli non raffinati è 900-2900 mg/kg.
Legenda: ND, Non Determinato o ≤0,05%
| concentrazione steroli rilevata su oli non raffinati | concentrazione steroli rilevata su oli non raffinati |
| Sostanza                                             | % sul totale degli steroli                           |
| ---------------------------------------------------- | ---------------------------------------------------- |
| Colesterolo                                          | ND - 3,8                                             |
| Brassicasterolo                                      | ND - 0,2                                             |
| Campesterolo                                         | 12,0 – 19,8                                          |
| Stigmasterolo                                        | 5,4 – 13,2                                           |
| Β-sitosterolo                                        | 47,4 – 69,0                                          |
| Delta-5-avenasterolo                                 | 5 – 18,8                                             |
| Delta-7-stigmastenolo                                | ND – 5,1                                             |
| Delta-7-avenasterolo                                 | ND – 5,5                                             |
| altri steroli                                        | ND - 1,4                                             |

Come tutti gli oli di semi può contenere tracce di sostanze contenute nel seme oleoso.
| Composizione chimica su 100 g di parte edibile |    |        |
| Ferro                                          | mg | 0,10   |
| Zinco                                          | mg | 0,01   |
| Acqua                                          | mg | Tracce |
| Sodio                                          | mg | Tracce |
| Potassio                                       | mg | Tracce |
| Calcio                                         | mg | Tracce |
| Selenio                                        | mg | Tracce |

Può però contenere, se non adeguatamente raffinato, anche proteine lipofile ed allergeni (agglutinine e oleosine) che introducono un rischio per chi soffre di grave allergia alle arachidi
.
Vista l'alta diffusione ed il rischio di severe reazioni della allergia alle arachidi, la maggioranza degli oli di semi di arachide sul mercato sono altamente raffinati.
Come altri frutti a guscio e sementi da cui estrarre oli le arachidi sono soggette al rischio di contaminazione da funghi e micotossine. Di particolare pericolosità sono le aflatossine che possono contaminare le derrate conservate non correttamente. L'aflatossina è un composto potenzialmente cancerogeno prodotto da Aspergillus flavus e Aspergillus parasiticus che possono invadere arachidi, mais, semi di cotone, di riso e altre merci. In tutti i paesi avanzati sono in atto programmi di controllo e procedure di stoccaggio per cui le concentrazioni di aflatossine nelle arachidi commestibili è attentamente monitorato. L'aflatossina è generalmente associata alla porzione proteica delle arachidi e quindi generalmente non si trova nell'olio raffinato.